# Premio Bancarella della Cucina
ll premio Bancarella della cucina è un premio letterario nato nel 2006, consegnato nella città di Pontremoli dalla Fondazione Città del Libro ogni anno al miglior saggio o manuale di argomento gastronomico, di autore italiano e straniero. La giuria, composta dal Presidente, da 4 rappresentanti della Fondazione Città del Libro, tra cui il Segretario del premio, da 5 rappresentanti delle testate giornalistiche di gastronomia e da operatori del settore enogastronomico, seleziona i 6 vincitori del Premio Selezione che partecipano poi alla finale in cui 80 votanti (60 librai indipendenti composti da 30 dell’Unione librai pontremolesi, 30 dell’Unione librai delle bancarelle e 20 esperti del settore enogastronomico) decretano il vincitore assoluto.

## Edizioni
Edizione 2006
Nella prima edizione del Premio Bancarella della cucina la giuria è stata presieduta da Giuseppe dell’Osso, presidente dell’Accademia Italiana della Cucina e da Giuseppe Benelli, presidente della Fondazione Città del Libro di Pontremoli. I 5 libri finalisti, vincitori del Premio Selezione sono stati: La piadina romagnola tradizionale di Graziano Pozzetto per l’editore Panozzo; Gola. Mater amatissima di Ida Li Vigni e Paolo Aldo Rossi per De Ferrari; L'amore goloso di Roberta Schira e Alfonso Signorini per Ponte alle Grazie; Muscoli, storie e ricette di cozze di Salvatore Marchese per la Rers e, infine, Teatro e maccheroni di Elio Palombi per Grimaldi. Sono state inoltre segnalate tre altre opere: Il giro del mondo in 80 piatti di Giorgio Parola e Grazia Schenone per Gribaudo, Avanzi di galera, pubblicato da Guido Tommasi e realizzato dai detenuti di San Vittore e Crudo di Lyndsaye e Patrick Mikanowski per Fabbri. Il 22 ottobre è stato decretato a Pontremoli il vincitore assoluto,  Gola. Mater amatissima.
Edizione 2007
Nella seconda edizione la giuria ha assegnato il Premio Selezione a cinque libri: Sinfonia Gastronomica - musica, eros e cucina di Roberto Iovino e Ileana Mattion (Viennepierre Edizioni), Il Profumo delle Tavole di Ulderico Bernardi (Editrice Santi Quaranta), Non è vero che tutto fa brodo di La Ditta (Editore Guido Tommasi), La pasta è servita di Leila Mancuso Sorrentino (Edizioni Intra Moenia) e Perché agli italiani piace parlare di cibo di Elena Kostioukovitch (Sperling & Kupfer). Quest’ultimo testo della saggista russa è risultato il vincitore della finalissima, tenutasi con lo spoglio dei voti al Teatro della Rosa il 7 ottobre. Sono stati consegnati anche il premio alla memoria di Angelo Paracucchi a Conoscere il Cioccolato (Ed. Ponte Alle Grazie) e il Premio Baldassarre Molossi alla carriera a Nico Orengo. 
Edizione 2008
La Commissione giudicatrice, presieduta da Giovanni Ballarini (presidente dell'Accademia Italiana della Cucina) e da Giuseppe Benelli (presidente della Fondazione Città del Libro di Pontremoli), riunita a Milano nella sede nazionale dell'AdC, ha assegnato il "Premio Selezione 2008 Bancarella della Cucina" ai seguenti libri finalisti: Lapilli di Petronio Petrone (Guida Editore), Tartufomania di Cetta Berardo (Il Leone Verde), Acciuga Regina di Salvatore Marchese (Edizioni ReS), Il cuoco segreto dei papi di June Di Schino e Furio Luccichenti (Gangemi editore), La storia del piatto Trentino Alto Adige di Francesca Negri (Curcu & Genovese). Il premio speciale “Angelo Paracucchi” è andato a Raccolta di diversi potachi, zuppe, intingoli, paste- la cucina dei Benedettini di Anonimo del Settecento a Parma a cura di Lorena Carrara (MUP Editore). Segnalazione per Il grande ricettario di casa di Gribaudo Edizioni. Nella serata finale a Pontremoli, il 5 ottobre, è risultato vincitore assoluto Il cuoco segreto dei papi.
Edizione 2009
I 5 libri finalisti sono stati: Le donne e la cucina del Ventennio di Luisella Ceretta, Nella dispensa di Don Camillo di Enrico Sisti, Andrea e Giorgio Grignaffini, Oro giallo di Francesca Negri, La vedova, il Santo e il segreto del pacchero estremo di Gaetano Cappelli e Rane e Ranocchi di Graziano Pozzetto. Il 27 settembre a Pontremoli ha vinto Le donne e la cucina del Ventennio (Susa Libri). 
Edizione 2010
I cinque libri vincitori del Premio Selezione sono stati: La Mia Cucina Pop di Davide Oldani (Rizzoli); Buon appetito America di Laurel Evans (Guido Tommasi Editore); Le ricette del designer di Autori Vari (Editrice Compositori); La gola di Marino Marini (Food Editore); I 10 comandamenti per non fare peccato in cucina di Fabio Picchi (Mondadori). La Commissione presieduta da Gianni Tarantola  ha inoltre assegnato il premio “Angelo Paracucchi” alla collana Il lettore goloso diretta da Allan Bay è edita da Ponte alle Grazie ed ha segnalato, con una menzione di merito, il volume di Gigi Padovani, Niko Romito e Clara Padovani La semplicità del reale, edito da Giunti, mentre il Premio “Baldassare Molossi” è stato assegnato allo scrittore e giornalista lunigianese Salvatore Marchese. Il vincitore finale premiato dai 40 esperti e 40 librai è stato Marino Marini con La gola. 
Edizione 2011
La giuria ha scelto la seguente cinquina: Roberta Deiana, Piccolo ricettario per cuochi perdigiorno, Bietti; Allan Bay, Nella mia cucina, Mondadori; Ito Ogawa, Il ristorante dell’amore ritrovato, Neri Pozza; Sergio Rossi, La cucina dei Tabarchini, Sagep Editori; Elisabetta Illy, L’aroma del mondo, Hoepli. Moreno Cedroni ha ricevuto il Premio ‘Angelo Paracucchi’ mentre al saggista Graziano Pozzetto è andato il Premio ‘Baldassarre Molossi’. Vincitore assoluto è stato il libro Il ristorante dell’amore ritrovato. 
Edizione 2012
La settima edizione ha visto nuovamente cinque libri finalisti giudicati da un Collegio degli Elettori formato da 30 operatori del settore enogastronomico e da 50 Librai del Bancarella, designati dalla Fondazione Città del Libro. A tavola nel Risorgimento di Adriano Ravera ed Elma Schena (editore Priuli & Verlucca) è stato il vincitore assoluto. Il volume ripercorre il cammino verso l’unità d’Italia attraverso le tavole imbandite in occasioni particolari come la firma di trattati storici o come le nozze di reali, descrivendo anche i gusti di personaggi importanti e registrando i cambiamenti nel tempo delle abitudini culinarie della gente comune con tanto di ricette dell’epoca. I quattro vincitori del premio Selezione sono stati invece: Cucinare le erbe selvatiche di Davide Ciccarese (Editore Ponte alle Grazie), Habemus pappam (Vittoria Iguazu Editore), Pakistan Express (Editore Lindau) di Anna Mahjar-Barducci e Spiriti bollenti (Guido Tommasi Editore) di Raethia Corsini. Il premio “Angelo Paracucchi” è stato assegnato al libro di Marco Bolasco e Marco Trabucco Cronache golose (Slow Food editore).
Edizione 2013
I libri selezionati sono stati: Un anno in cucina con Marco Bianchi. Le buone ricette della sana alimentazione di Marco Bianchi (Ponte alle Grazie) che si è aggiudicato anche la vittoria finale decretata da ottanta giurati; Ars culinaria di Antonietta Dosi e Giuseppina Pisani Sartorio (Donzelli Editore); India in cucina a cura di Pushpesh Pant (Electra); Luigi Veronelli. La vita è troppo corta per bere vini cattivi di Gian Artuto Rota, Nichi Stefi (Giunti – Slow Food edizioni); A pranzo con Giulia di Michele Marziani (Guido Tommasi edizioni).
Edizione 2014
Al Teatro della Rosa di Pontremoli è stato assegnato il 9º Premio Bancarella della Cucina. Gli autori vincitori del Premio Selezione sono stati presentati da Letizia Leviti: David Gentilcore con Italiani mangiapatate, il Mulino; Roberto Perrone con La cucina degli amori impossibili, Mondadori; Roberta Corradini con La repubblica del maiale, Chiarelettere; Luciano Bertocchi con  Gli assassini del bigoncio, Il Fiorino; Ada Parellada, La piccola cucina dei sapori segreti, Sperling & Kupfer. Il Premio “Baldassare Molossi” è stato assegnato a Giovanni Ballarini, Presidente dell’Accademia Italiana della Cucina. Allo spoglio dei voti pervenuti al Notaio, è risultato vincitore assoluto Roberto Perrone.
Edizione 2015
Questa edizione è caratterizzata dal passaggio alla formula classica dei Premi Bancarella (finale composta da una sestina). Giuseppino, l’autobiografia di Joe Bastianich scritta per Utet da Sara Porro ha vinto la decima edizione del premio Bancarella della Cucina. Gli altri 5 finalisti, vincitori del Premio Selezione, sono stati: Paolo Marchi (XXL, 50 piatti che hanno allargato la mia vita, Mondadori), Alberto Capatti (Storia della cucina italiana, Guido Tommasi), Roberta Schira (Mangiato bene, Salani), Chef Rubio (Unti e bisunti, Sperling & Kupfer), Alessandro Marzo Magno (Il genio del gusto, Garzanti).
Edizione 2016
I vincitori del Premio Selezione che hanno composto la sestina finalista sono stati: Philippe Léveillé, La mia vita al burro, Giunti; Camilla Baresani, Gli sbafatori, Mondadori; Andrea Grignaffini, Il cuoco universale. La cultura nel piatto, foto di Bob Noto, Marsilio; Lorena Carrara ed Elisabetta Salvini, Partigiani a tavola. Storie di cibo resistente e ricette di libertà, Fausto Lupetti editore; Massimo Montanari, Mangiare da cristiani. Diete, digiuni, banchetti. Storia di una cultura, Rizzoli; Andrea Sinigaglia e Marino Marini, Cucine del territorio. La cucina piacentina. Storia e ricette, Tarka editore. La giuria – composta da settanta librai dell’Unione Librai Pontremolesi e dell’Unione Librai delle Bancarelle, oltre che da dieci «esperti dell’ambiente enogastronomico» – ha espresso il proprio voto, con scheda segreta. Lo spoglio delle schede, tenutasi il 23 ottobre presso il Teatro della Rosa di Pontremoli, ha decretato la vittoria di Mangiare da cristiani.
Edizione 2017
Questa edizione è stata caratterizzata da un ex aequo sul primo gradino del podio. A condividerlo sono stati il libro di Leonardo Lucarelli Carne Trita, edito da Garzanti, e il libro di Francesco Antinucci Il potere della cucina, edito da Laterza. I vincitori sono stati premiati domenica 15 ottobre presso il Teatro della Rosa di Pontremoli nel corso della cerimonia di chiusura della dodicesima Edizione dopo lo spoglio effettuato dal notaio Sara Rivieri. Gli altri quattro libri vincitori del Premio Selezione: Il Respiro del Vino di Luigi Moio edito da Mondadori; Pasta Revolution di Eleonora Cozzella, edito da Giunti; Il Grande Racconto della Birra di Matteo Zamorani Alzetta edito da Vallardi; Sesso, Droghe e Macarons di Roberta Deiana edito da Sperling & Kupfer.
Edizione 2018
Marcello Ticca si è aggiudicato l’edizione 2018 del Premio Bancarella della Cucina. La conduttrice Catena Fiorello ha presentato i sei finalisti vincitori del 13º Premio Selezione. Poi lo spoglio, al termine del quale, per un solo voto, Miraggi alimentari, Laterza, con 43 preferenze ha superato A tavola coi re di Francesca Sgorbati Bosi, edito da Sellerio. Gli altri autori della sestina: Valter Longo con Alla tavola della longevità, Vallardi Editore; Laura Lazzaroni con Altri grani, altri pani, Guido Tommasi; Luigi Biasetto con Senza dolce non è vita, Piemme Editore e Roberto Alborghetti con A tavola con Papa Francesco, Mondadori. Tutti i finalisti hanno ricevuto la prestigiosa statuina del libraio con la gerla, destinata ai Vincitori del Premio Selezione. Un riconoscimento particolare, il premio “Spilucco”, è andato al volume Altri Grani, altri pani per il gradimento dei lettori alla veste editoriale.
Edizione 2019
La premiazione dell’edizione 2019 si è svolta nello storico Palazzo Dosi Magnavacca di Pontremoli. La sestina dei vincitori del Premio Selezione assegnato dalla commissione presieduta da Gianni Tarantola era formata da: Luca Farinotti con #mondoristorante, Edizioni Clandestine; Stefano Erzegovesi con Il digiuno per tutti, Vallardi; Davide Oldani con Le D'Onne lo sanno, La Nave di Teseo; Orazio Olivieri con L'età delle spezie, Donzelli Editore; Silvano Faggioni con La salsiccia Abarth, Reverdito Editore e M. Cosentino, A. Gigli e L. Piretta con Almanacco Alimentare 2019, Cairo Editore. Lo spoglio delle schede degli 80 votanti (librai ed esperti del settore) si è tenuto il 20 ottobre decretando Il digiuno per tutti vincitore finale.
Edizione 2020
La Commissione, dopo un'analisi della produzione letteraria pubblicata nel 2019, in tema di cucina, ha decretato i vincitori del Premio Selezione Bancarella della Cucina 2020: In vino veritas di Alessandro Torcoli (Longanesi); Paul Bocuse. Lo chef, il mito di Robert Belleret (Giunti); Rugiada a colazione di Clelia D'Onogrio (Sperling & Kupfer); Enciclopedia della nocciola. Storia, curiosità, territori e ricette di Clara e Gigi Padovani con Irma Brizi (Mondadori Electa); La pentola di Leonardo di Carlo G. Valli (Cierre Edizioni), Suite per un castagno di Raethia Corsini (Guido Tommasi Editore). Il vincitore finale, Alessandro Torcoli, è stato eletto da una giuria di 80 votanti, scelti tra i librai soci dell'Unione Librai Pontremolesi, dell'Unione Librai delle Bancarelle e rappresentanti del panorama enogastronomico.
Edizione 2021
Il 17 ottobre 2021, presso Palazzo Dosi Magnavacca di Pontremoli, si è tenuta la premiazione dei sei finalisti della sedicesima edizione del premio. La sestina dei vincitori del Premio Selezione è la seguente: Cucina milanese contemporanea di Cesare Battisti e Gabriele Zanatta (Guido Tommasi Editore), Il goloso mangiar sano di Elisabetta e Federica Pennacchioni (Gribaudo), Storia della pasta in dieci piatti di Luca Cesari (il Saggiatore), Dolci senza bilancia di Sara Brancaccio (HarperCollins), Ottantafame di Carlo Spinelli (Marsilio Cartabianca), Wild – Pane selvaggio di Martino Beria (Edizioni Enea). La statua di San Giovanni è andata a Storia della pasta in dieci piatti, libro vincitore assoluto con 35 voti.
Edizione 2022
Il 30 ottobre 2022 a Palazzo Dosi Magnavacca, si sono contesi la diciassettesima edizione del premio i seguenti volumi: Come riconoscere i vini di Jacopo Mazzeo (Newton Compton), Il sapore dei sogni di Alessandro Morelli (Tarka), Menu risorgimento di Collettivo Cougnet (Linkiesta), Confesso che ho mangiato di Davide Paolini (Giunti), Guadagnarsi il pane di Luca Clerici (Luni editrice) e Custodi del vino di Laura Donadoni (Slowfood). Lo chef Morelli si è aggiudicato la vittoria finale ricevendo il premio dal nuovo presidente della Fondazione Città del Libro, Ignazio Landi, successore di Gianni Tarantola.
Edizione 2023
Domenica 22 ottobre 2023, nella prestigiosa cornice del Palazzo Dosi Magnavacca di Pontremoli, è stato proclamato vincitore della diciottesima edizione Pietro Catzola, con Il cuoco dei Presidenti (Solferino) con 42 voti su 53.

### Edizione 2024
Nel mese di ottobre, presso Palazzo Dosi Magnavacca, è stato assegnato il diciannovesimo Premio Bancarella della Cucina. Il Comitato, dopo il vaglio delle candidature pervenute dai librai indipendenti e dalle case editrici, ha deliberato la sestina dei sei autori vincitori del Premio Selezione, ovvero la statuina del Libraio con la gerla, simbolo dei librai indipendenti che diffusero la cultura in tutto il mondo: Davide Nanni, Annalisa Chessa, Luca Pappagallo, Gabriella Morini, Enzo Spisni, Davide Risso e Tommaso Melilli il quale, con 44 preferenze si è aggiudicato la statua di San Giovanni.

## Albo d'oro
| Anno | Vincitore                                                                                | Autore                             | Editore             |
| ---- | ---------------------------------------------------------------------------------------- | ---------------------------------- | ------------------- |
| 2006 | Gola. Mater amatissima                                                                   | Ida Li Vigni e Paolo Aldo Rossi    | De Ferrari          |
| 2007 | Perché agli italiani piace parlare del cibo. Un itinerario tra storia, cultura e costume | Elena Kostioukovitch               | Sperling & Kupfer   |
| 2008 | Il cuoco segreto dei papi                                                                | June Di Schino e Furio Luccichenti | Gangemi Editore     |
| 2009 | Le donne e la cucina nel Ventennio                                                       | Luisa Ceretta                      | Susa libri          |
| 2010 | La gola                                                                                  | Marino Marini                      | Food Editore        |
| 2011 | Il ristorante dell'amore ritrovato                                                       | Ito Ogawa                          | Neri Pozza          |
| 2012 | A tavola nel Risorgimento                                                                | Adriano Ravera e Elma Schena       | Priuli & Verlucca   |
| 2013 | Un anno in cucina con Marco Bianchi                                                      | Marco Bianchi                      | Ponte alle Grazie   |
| 2014 | La cucina degli amori impossibili                                                        | Roberto Perrone                    | Mondadori           |
| 2015 | Giuseppino. Da New York all'Italia                                                       | Joe Bastianich e Sara Porro        | UTET                |
| 2016 | Mangiare da cristiani                                                                    | Massimo Montanari                  | Rizzoli             |
| 2017 | Il potere della cucina                                                                   | Francesco Antinucci                | Laterza             |
| 2017 | Carne trita                                                                              | Leonardo Lucarelli                 | Garzanti            |
| 2018 | Miraggi alimentari                                                                       | Marcello Ticca                     | Laterza             |
| 2019 | Il digiuno per tutti                                                                     | Stefano Erzegovesi                 | Vallardi            |
| 2020 | In vino veritas                                                                          | Alessandro Torcoli                 | Longanesi           |
| 2021 | Storia della pasta in dieci piatti                                                       | Luca Cesari                        | Il Saggiatore       |
| 2022 | Il sapore dei sogni                                                                      | Alessandro Morelli                 | Casa Editrice Tarka |
| 2023 | Il cuoco dei Presidenti                                                                  | Pietro Catzola                     | Solferino           |
| 2024 | Cucina aperta                                                                            | Tommaso Melilli                    | 66thand2nd          |

## Altre manifestazioni
Connessi al premio Bancarella della cucina, a Pontremoli, Città del Libro, si assegnano anche il Premio Bancarella (luglio), Premio Bancarellino (maggio) e il Premio Bancarella Sport (luglio).